# Гришкан, Юрий Самуилович
Юрий Самуилович Гришкан (род. 13 апреля 1950 год) — учёный, кандидат физико-математических наук, доцент кафедры теоретической и вычислительной физики физического факультета Ростовского государственного университета. Исполняет обязанности заведующего лабораторией «Астрофизика элементарных частиц» института Ядерных исследований РАН.

## Биография
Юрий Самуилович Гришкан родился 13 апреля 1950 года.
Поступил в Ростовский государственный университет. Руководителем его дипломной работы был Л. С. Марочник, тема — «К теории гравитационной устойчивости изотропного мира».
Выпускник кафедры физики космоса Ростовского государственного университета 1973 года.
В 1974 году начал работать младшим научным сотрудником НИЧ РГУ. Занимал эту должность до 1981 года. Преподавал на физическом факультете РГУ. Среди преподаваемых дисциплин — статистическая физика, векторный и тензорный анализ, квантовая механика, электродинамика.
В 1981 году занял должность научного сотрудника и старшего научного сотрудника лаборатории теории фундаментальных взаимодействий отдела ядерной физики НИИ Физики Ростовского государственного университета.
Защитил кандидатскую диссертацию «Квантовые явления в самосогласованном гравитационном поле как фактор космологической эволюции» в 1983 году. Защита проходила на Ученом совете по теоретической физике при МГУ им. М. В. Ломоносова в Москве. В 1993 году получил звание старшего научного сотрудника.
Среди научных достижений Юрия Самуиловича Гришкана выделяют формулирование сценария эволюции Вселенной от планковских космологических времен до эпохи радиационно-доминированной плазмы, проведение исследований гравитационной устойчивости космологической модели Фридмана с тензором энергии-импульса нерелятивистского молекулярного и атомарного газов и создание ряда квантовых космологических решений.
Юрий Гришкан был наставником и научным руководителем Оксаны Гоменюк — студентки физического факультета Ростовского государственного университета, которая обучаясь на пятом курсе стала стипендиаткой РАН.
Автор статьи о нобелевской премии по гравитационным волнам, написанной по просьбе АН России.